# 福井交通
福井交通（ふくいこうつう）は、福井県福井市に本社を置く京福グループのバス・タクシー事業者である。

## 概要
京福電気鉄道（京福）の連結子会社で、福井県内において貸切バス事業ならびにタクシー事業を行っている。
1940年（昭和15年）12月6日に会社設立。1961年（昭和36年）8月に京福は福井交通を子会社化した。1991年（平成3年）に、京福の子会社で貸切バス事業を運営していた大野交通自動車の事業を譲受し現在に至っている。
2017年（平成29年）10月1日に、同じ京福グループに属していた京福タクシーを合併。また、2020年（令和2年）6月1日に、福井市志比口にあった本社を京福バス本社所在地に移転、同時に福井交通本社に併設されていた京福バス貸切営業所も移転した。

## 一般路線等
各路線の詳細は、公式サイトの乗合路線一覧を参照。

### 観光特急バス
- 朝倉・永平寺ダイレクトバス

福井駅東口（2番のりば発） - あさくら水の駅 - 一乗谷朝倉氏遺跡博物館前（一乗谷駅口） - 復原町並 - 永平寺
全区間一般道経由。京福バス運行の永平寺ライナー（福井駅東口 - 中部縦貫自動車道経由 - 永平寺）の全区間利用、一般路線バス62系統（一乗谷東郷線）のうち福井駅（西口） - 福井駅東口 - あさくら水の駅 - 一乗谷朝倉氏遺跡博物館前 - 復原町並、同59系統（大野線:土曜・休日運行のあさくら水の駅経由便のみ）のうち福井駅（西口） - 福井駅東口 - あさくら水の駅 - 一乗谷朝倉氏遺跡博物館前の同一停留所（福井駅東口は福井駅（西口）を含む）間と片道運賃は同額、かつ共通のフリー乗車券あり。

### コミュニティバス受託路線
2021年時点。いずれも福井市内の路線で、タクシータイプの車両が使用される。
定時運行
- 京福バス廃止代替乗合タクシー路線 - 一部路線は京福バスとの乗継割引制度あり（乗継指定停留所は太字）。
  - 西安居乗合タクシー線 桜ヶ丘団地 - 一光口 - 清水畑 - 大森 - 上天下 - 清水プラント3
  - 円山重立乗合タクシー線 パリオ - パリオ前 - 八幡神社前 - 県立病院 - 盲学校前 - 重立
    - 上り最終便のみ、重立…八幡神社前→城町→福井駅（東横イン前）へ直通運転。

  - 岡保乗合タクシー線 県立病院 - 八幡神社前 - パリオ前 - パリオ - 上北野公舎前 - 農業試験場 - 河水 - ふれ愛園 - 花野谷
  - 赤十字みのり乗合タクシー線 駅前大通り - 毛矢町 - 足羽山公園下 - 山奥町入口 - 豊公民館前 - 赤十字病院 - 藤が丘 - 西谷三丁目 - ベル食品館
  - 清水山乗合タクシー線 越前花堂駅 - ベル食品館 - 京福社団地 - 江守の里 - 清水山 - ふくい健康の森 - 清水プラント3
  - 中藤乗合タクシー線 森田駅 - 舟橋 - 高柳神社前 - アピタ・エルパ前 - 中藤新保 - 北野上 - 越前島橋駅
- 地域コミュニティバス - 連合自治会で組織する運行協議会が運営主体。
  - 東郷おつくねバス
    - せせらぎ号
    - まきやま号

デマンドタクシー
福井市と丹生郡越前町を運行。
- ふくふく号 福井温泉病院 - 福井総合病院 - 布施田会館前 - 砂子坂 - 佐野 - 八丁 - 白方第1 - 柳原 - 和布 - 鷹巣公民館前
  - ダイヤ設定あり、休日・年末年始運休。
- 鶉山バス 福井温泉病院 - 福井総合病院 - 浄土寺 - 佐野 - 砂子坂 - 砂子田会館前
  - ダイヤ設定あり、休日・年末年始運休。
- ほやほや号 - ダイヤ設定あり、毎日運行可能。
  - 織田ルート 清水プラント3 - 大森 - 泰澄の杜 - 織田
  - 茱崎ルート 駅前大通り - 若杉第2 - 清水プラント3 - 大森 - 大味 - 水仙ランド　- 本赤坂 
※水仙ランド - 本赤坂間は祝日・年末年始の運行なし。
  - 清水循環線 清水プラント3 - 清水東小学校前 - 田尻 - 片山南 - 清水山上 - 清水プラント3
  - 西田中ルート 清水プラント3 - 真栗 - ヤマキシ朝日店 - 朝日郵便局前 - 西田中バスターミナル - 天王
- 福井市デマンドタクシー ※利用者登録制
  - 同市六条・文殊・上文殊地区を網羅し、隣接地区へ乗り入れる場所もある。鉄道との接続点は以下の通り。
    - 福井鉄道福武線 - ベル前駅（ベル前停留所）、江端駅、浅水駅、泰澄の里駅（福井ハイツ停留所）
    - ハピラインふくい線 - 大土呂駅
    - JR西日本越美北線 - 六条駅、足羽駅

  - 乗降場所は決まっている（94停留所）が、起終点や経路は不定。祝日等・年末年始を除く8時 - 17時の運行。

### 過去の路線
- 新保・大和田巡回バス「あおぞらくん」（えちぜん鉄道より運行委託[13]）

## 車両数

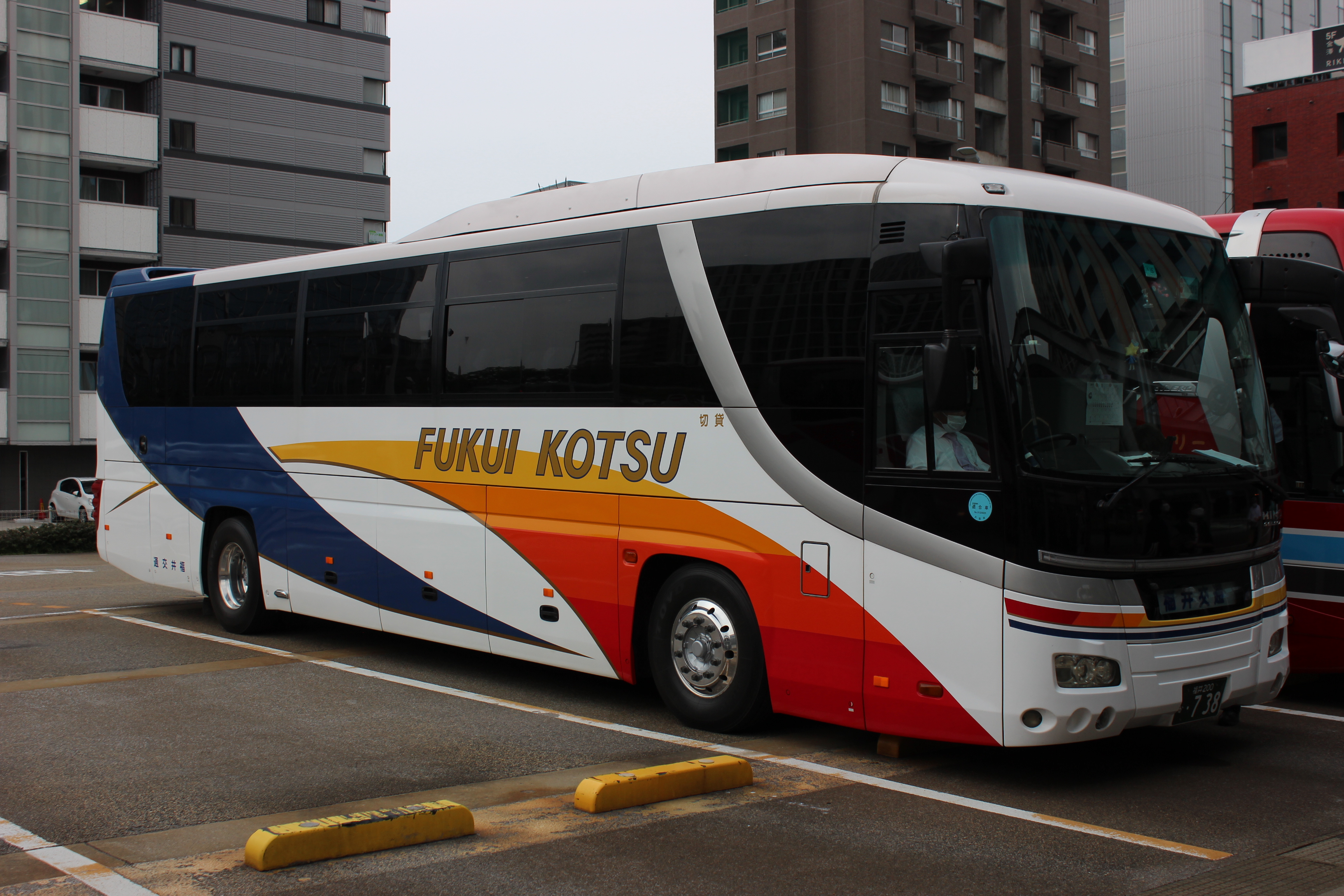
セレガ（ハイデッカー）

2020年時点での保有台数は以下のとおり。
- 乗合バス：4台
- 貸切バス：16台
- タクシー：91台

また、2018年時点での貸切バスの内訳は17台となっていた日野：10台、三菱ふそう：7台）。
大型車
- 日野・セレガ（ハイデッカー）
- 三菱・エアロクイーン

中型車
- 日野・セレガ（ハイデッカー・ショート）
- 日野・メルファ
- 三菱・MM

小型車
- 日野・リエッセII

## 主な営業エリア
- 貸切バス - 福井県全域
- タクシー - 福井交通圏（福井市、鯖江市、あわら市、坂井市、吉田郡永平寺町の各全域、丹生郡越前町のうち旧朝日町の区域）